# Pherbellia frohnei
Pherbellia frohnei är en tvåvingeart som beskrevs av Steyskal 1963. Pherbellia frohnei ingår i släktet Pherbellia och familjen kärrflugor.
Artens utbredningsområde är Alaska. Inga underarter finns listade i Catalogue of Life.